# Bledudo
Bledudo was volgens de legende, zoals beschreven door Geoffrey van Monmouth, koning van Brittannië. Hij werd voorgegaan door koning Merianus en werd opgevolgd door zijn zoon Cap. Bledudo regeerde van 190 v.Chr. - 185 v.Chr.